# بلادستون (کنتاکی)
بلادستون (به انگلیسی: Bladeston) یک منطقهٔ مسکونی در ایالات متحده آمریکا است که در شهرستان براکن، کنتاکی واقع شده‌است. بلادستون ۲۶۲٫۱۳ متر بالاتر از سطح دریا واقع شده‌است.